# Vienna Comic Con
Die Vienna Comic Con (VIECC) ist ein jährlich abgehaltener Popkultur-Fan-Event. Sie findet seit 2015 in der Messe Wien statt. Die Convention bietet ein Programm aus Panels, Cosplay-Wettbewerben und Gaming-Turnieren. Nebstdem gibt es jeweils rund 500 Aussteller. Die VIECC ist das größte Event für Comic-Fans in Österreich.

## Geschichte
Die Entstehung der Vienna Comic Con begann bereits im Jahr 2014. Eine Subdivision der US-amerikanischen Firma ReedPOP hatte bereits in den Vereinigten Staaten mehrere erfolgreiche Messen veranstaltet und fragte mehrere Länder an, ob diese interessiert wären, eine solche Convention zu veranstalten. Österreich wurde ebenfalls gefragt und sagte zu. Daraufhin wurde begonnen, eine erste Messe für das Jahr 2015 zu planen. Anfang 2015 wurde Florian Schermann als Category-Manager an Bord geholt, welcher seitdem für die Planung der Vienna Comic Con beauftragt ist.
Von 21. bis 22. November 2015 fand dann die erste Vienna Comic Con statt, welche von 17.000 Besuchern aufgesucht wurde. In den Jahren darauf stieg sowohl die Zahl und Prominenz der Gäste an, aber auch die Zahl der Besucher konnte stetig wachsen. Die Vienna Comic Con 2020, welche vom 21. bis zum 22. November stattfinden hätte sollen, musste aufgrund der Covid-19-Pandemie abgesagt werden.
Im Jahr 2021 erhielt die Convention mit der Austrian Exhibition Experts GmbH einen neuen Veranstalter und löste damit die Reed Messe Wien GmbH ab. Grund für diesen Wechsel war laut Florian Schermann die aktuelle wirtschaftliche Lage und die Rückbesinnung auf die Kernkompetenzen.
Im Jahr 2022 übernahm Patrick Krippner die Projektleitung und holte sich zur Unterstützung Chang Xue ins Boot. 2023 wurde das 3er-Projektteam mit Fiona Hiller komplett. Seitdem wird die Vienna Comic Con von diesem Trio organisiert.

## Rahmenprogramm
Die Vienna Comic Con bietet an den jeweiligen Veranstaltungstagen neben den Panels mehrere andere Programmpunkte an, die vor allem von US-amerikanischen Conventions vertreten übernommen wurden. 

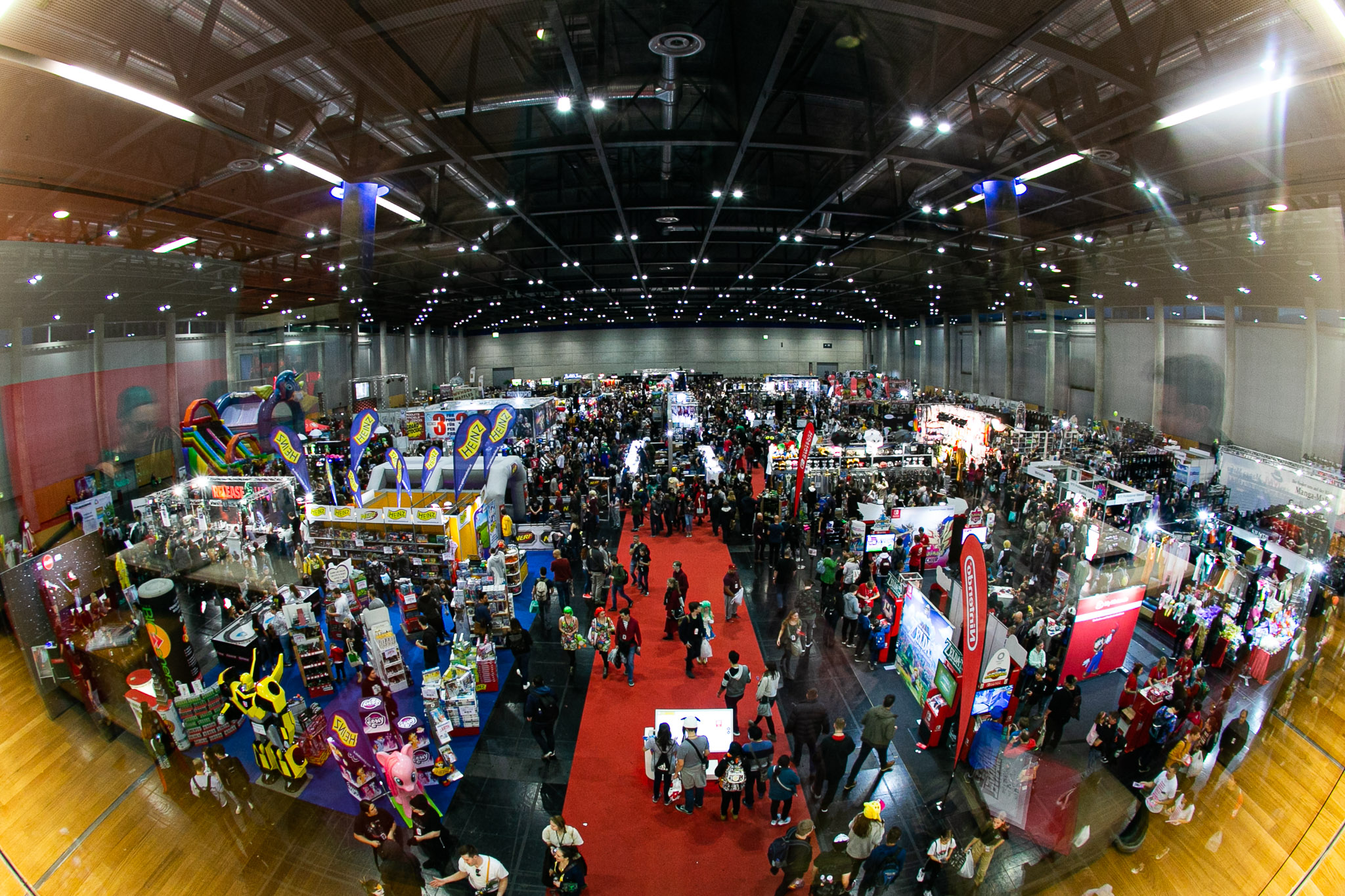
Volle Hallen der Vienna Comic Con 2019.

### Artist Alley
In der Artist Alley präsentieren Zeichner, Künstler, Schmuckdesigner und viele weitere ihre Kunstwerke. Mehr als 250 Künstler stellen ihre Werke, welche von Comicstrips bis hin zu Schmuckstücke reichen, aus, die zusammen mit Autogrammen erworben werden können.

### Cosplay Central & Cosplay Wettbewerb

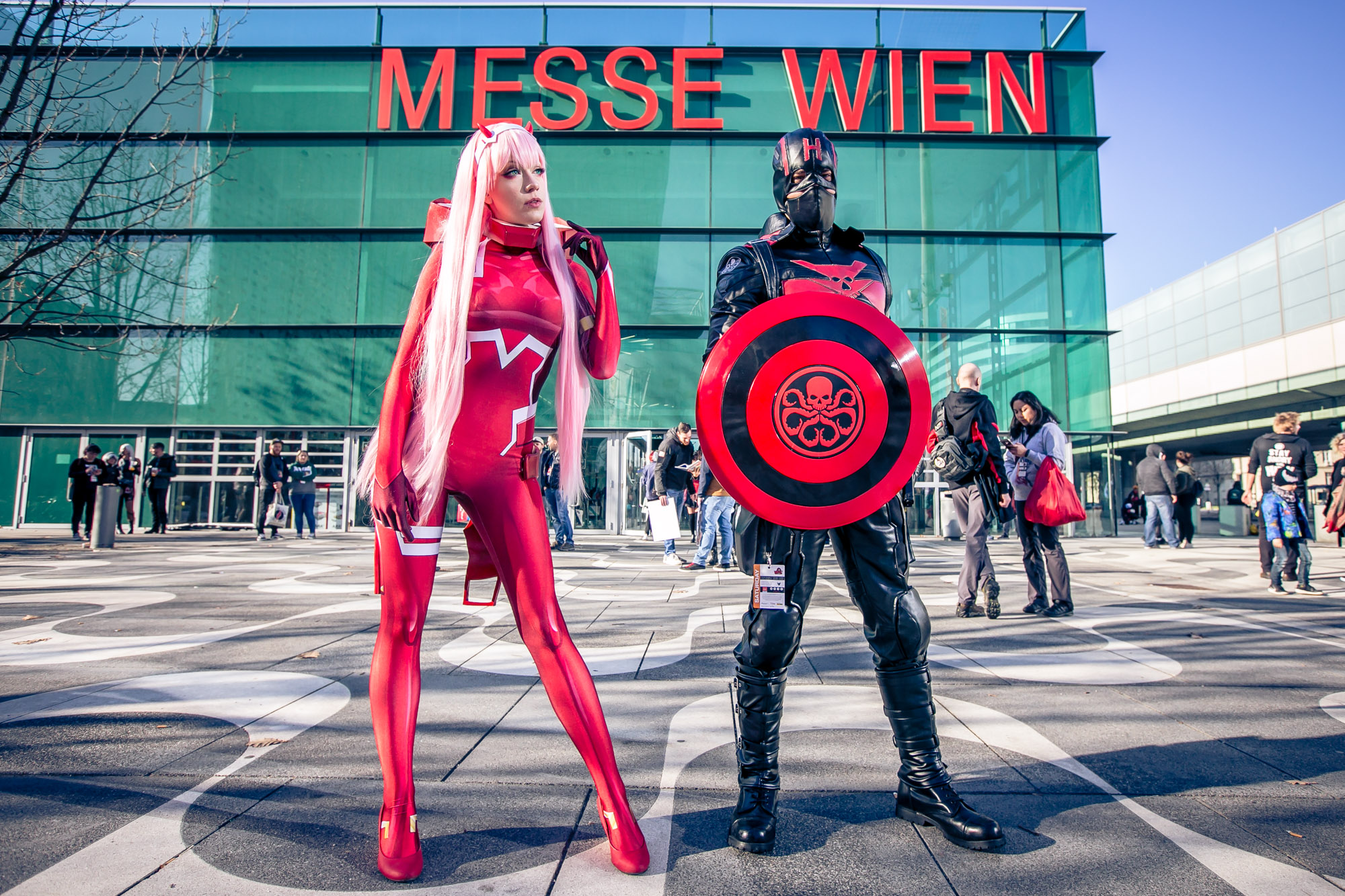
Cosplayer vor der Messe Wien posieren für die Vienna Comic Con 2018.

Cosplayer versammeln sich bei der VIECC, um ihr Kostüme und Werke zu präsentieren. Die VIECC hat es sich zum Ziel gemacht sowohl Cosplay-Neulinge als auch Veteranen anzusprechen. Die Fans können Kostüme ihrer Lieblingscharaktere die von Film & Serie bis hin zu Gaming, Anime und Manga reichen, präsentieren. Für die Cosplayer gibt es mit dem „VIECC Championships of Cosplay“ einen Wettbewerb, bei dem, unter der Berücksichtigung der verschiedensten Kriterien, die besten Kostüme gewählt werden. Ein Jury bewertet die Kostüme und Werke der Cosplayer, welche untereinander um den Sieg kämpfen.

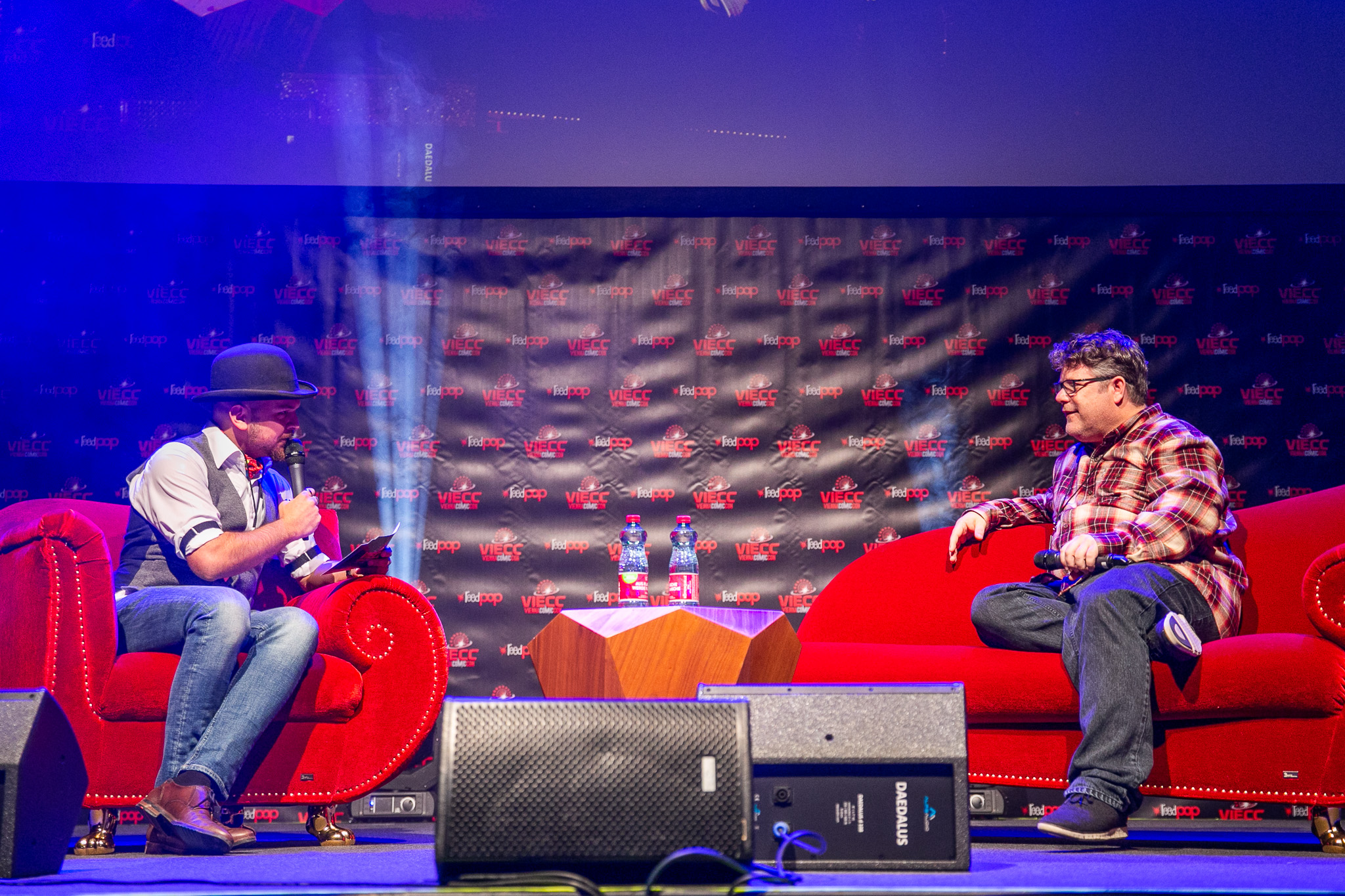
Sean Astin auf der Bühne der Vienna Comic Con 2019 bei seinem Main Stage Panel.

### Roleplay Corner (RPC)
Im Roleplay Corner werden Tabletop, Pen & Paper und Live Action Roleplaying (LARP) gespielt. Fans können hier mit Würfeln, Karten oder physischen Waffen spielen. Diese Spiele reichen von Magic: The Gathering bis hin zu Dungeons & Dragons.

### Family Fun
Für Familien und Kinder werden ein eigener Kids Cosplay Contest, choreographierte LARPs, eigene Kinderecken und Menge Tabletop- und Pen-&-Paper-Spiele angeboten.

## VCA (Vienna Challengers Arena)
Die VCA (Vienna Challengers Arena) ist eine Veranstaltung, welche zeitgleich zu der VCC stattfindet. Bei der VCA handelt es sich um E-Sports Turniere, bei denen Gamer von der ganzen Welt gegeneinander antreten und sich um Preisgelder matchen. So war 2018 die VCC offizieller Tourstop der Riot Games League of Legends Premier Tour, bei der es ein Preisgeld von über 25.000 Euro zu erspielen gab. Auch in weiteren Videospielen wie Super Smash Bros. Ultimate, Rainbow Six Siege, Fifa oder Tekken 7 können sich die Menschen bei der Vienna Challengers Arena matchen.
Im Gegensatz zur Vienna Comic Con fand die Vienna Challengers Arena 2020 statt, allerdings online. Programmpunkte waren darunter etwas das SSBU-Turnier „Breakpoint Ultimate Final - Invitational“ oder der „eSoccer Cup“. Auch die VCA 2021 soll parallel zur Vienna Comic Con 2021 stattfinden, allerdings erneut online.

## Daten
| Jahr | Datum              | Gäste | Besucherzahlen | Gewinner des Cosplay Wettbewerbes |
| ---- | ------------------ | --- | -------------- | --------------------------------- |
| 2015 | 21. - 22. November | Neve McIntosh, Natalia Tena, Giancarlo Esposito, Sonita Henry, Finn Jones, Jessica Henwick, William Houston, Eva Habermann, Jae Lee, Miguel Diaz, Emanuela Lupacchino, Stefan Strasser, Mahmud Asrar, Nicolas Mahler, Giuseppe Camuncoli, Marie Sann, Michelle Bertilorenzi, Rahsan Ekedal, Ulf S. Graupner, Sascha Wüstefeld | 17.000         | Ironman Germany ( Deutschland)    |
| 2016 | 19. - 20. November | Jeri Ryan, Billy Boyd, Mark Pellegrino, Michael Cudlitz, Chris Rankin, Gemma Whelan, Kristian Nairn, Tommy Krappweis, Lilian Prent, Adam Hughes, Achdé, Chris Hamer, Andy Price, Stephane Roux, Mahmud Asrar, Felix Mertikat, Inga Steinmetz, Melanie Schober, Nana Yaa Kyere, Timo Wuerz, Mikiko Ponczeck, Kaja Reinki, Anna Hollmann, Collette Turner, Ulli Lust | 21.882         | Okkido Cosplay ( Ungarn)          |
| 2017 | 18. - 19. November | Jason Isaacs, Ross Mullan, Adam Brown, Matt Ryan, John Rhys-Davies, Sebastian Roché, Temuera Morrison, Chase Masterson, Max Grodénchik, Charles Martinet, Anja Bagus, Scott Snyder, Adi Granov, Jim Balent, Emanuela Lupacchino, Giuseppe Cafaro, Guillermo Ortego, Charles Soule, Mahmud Asrar, Marco Castiello, Die Lochis | 24.753         | EyeofSauronDesigns ( Österreich)  |
| 2018 | 17. - 18. November | John Noble, Sean Biggerstaff, David Morrissey, Andrew Scott, Sylvester McCoy, Anja Bagus, Eugene Simon, David Nykl, Steve Cardenas, Neal Adams, Donny Cates, Yoann, Chris Eliopoulos, Elena Casagrande, Jim Zub, Mark Kistler, Melanie Schober, Marcus & Martinus | 26.387         | Ali Cosplay ( Tschechien)         |
| 2019 | 23. - 24. November | Sean Astin, Steven Seagal, Alex Kingston, David Bradley, Robin L. Taylor, Chris Klein, Thomas Brezina, Jack Dylan Grazer, Frank Miller, Mawil, Ulrich Schröder, Mike Kunkel, Jim Balent, War and Peas, Holly Golightly, Katrin Gal, Chris Scheuer | 31.389         | Rozari Cosplay ( Tschechien)      |
| 2020 | 21.- 22. November  | Die Vienna Comic Convention 2020 musste aufgrund der Covid-19-Pandemie abgesagt werden. |                |                                   |
| 2021 | 20. - 21. November | Die Vienna Comic Convention 2021 musste aufgrund der Covid-19-Pandemie abgesagt werden. |                |                                   |
| 2022 | 1.- 2. Oktober     | Clive Standen, Anna Shaffer, Jack Gleeson, Kevin McNally, Nikola Djuricko, Luka Peroš, Brian Azzarello, Stephanie Phillips, Laura Braga, Marco Castiello, SBÄM, Bernhard Hennen, Tobias Brecklinghaus, René Dawn-Claude, Patrick Keller, Giovanna Winterfeldt, Katharina V. Haderer | 35.683         | Quee the cosfailer ( Slowakei)    |
| 2023 | 18.- 19. November  | Jonathan Frakes, Hunter Doohan, Sam J. Jones, John Ross Bowie, David Anders, Yoshitaka Amano, Maya & Yehuda Devir, Miki Montlló, Mirka Andolfo, Ryan Ottley, SBÄM, Shinnosuke Uchida, Marvin Clifford, Mahmud Asrar, Barry Kitson, Esad Ribic, Andrzej Sapkowski, Ben Aaronovitch, Markus Heitz, Mikkel Robrahn, Liza Grimm, Todd W. Langen, Rafał Kosik, Anabelle Stehl, Christoph Hardebusch | 39.000         | the_crafting_dodo ( Österreich)   |
| 2024 | 23.- 24. November  | Aaron W. Reed, Claudia Christian, Craig Fairbrass, Julian Seager, Michael Winslow, Samantha Alleyne, Vincent Regan, Bernhard Hennen, Alexander Freed, Andrea Broccardo, Claudia Gray, Elfie Donnelly, Emmanuela Lupacchino, Frank Cho, Jonah Lobe, Francesco Mobili, Sarah’s Scribbles, Mattia de Iulis, Luigi Zagaria, Shinn Uchida, Tommy Krappweis, War and Peas, Daniel Schlauch, Felix Strüven, Giuliana Jakobeit, Leonard Hohm, Patrick Roche, Paulina Rümmelein, DoktorFroid, Kapuzenwurm, Vincent Lee | 39.000         | Julianet ( Slowakei)              |